# 世界（集團）
世界（集團）有限公司，簡稱世界（集團）（英語：WORLD HOUSEWARE (HOLDINGS) LIMITED，港交所：0713），在1972年由李達興（主席）、馮美寶（總裁）創立。
現時業務國內經營生產及銷售PVC及棉布製家用產品與PVC管材及管件，以及物業投資。而股份則在1993年4月15日於香港交易所主板上市。
而總部位於香港新界葵涌華星街16-18號保盈工業大廈18樓C座。

## 連結
- Worldhse.com （页面存档备份，存于）